# أبو موسى الحامض
أَبُو مُوسَى سُلَيمَان بِن مُحَمَّد بِن أَحمَد (؟ - 305هـ)، ولُقِّبَ بالحَامِض، هو نحوي بغدادي، ومن أوائل نحاة المدرسة البغدادية، كان على الرغم من انتمائه للمذهب البغدادي مُتَعصِّباً للكوفيين.

## حياته
هو سليمان بن محمد بن أحمد، يُكَنَّى بأبي موسى، ويُلَقَّب بالحامض، ولُقِّبَ كذلك لشراسته. تتلمذ أبو موسى الحامض على يد شيخ الكوفيين أحمد بن يحيى الشيباني المُلَقَّب بثعلب، وصاحَبَه لمدَّة أربعين عاماً حتى وفاة ثعلب، وكان من أكابر تلاميذه، وبعد وفاة ثعلب خلَفَه في رئاسة الكوفيين وجلَسَ مجلِسه. اشتهر أبو موسى في بغداد، حتى قيل عنه: «كان أوحد في البيان والمعرفة بالعربية واللغة والشعر». وكان ثِقَةً صالحاً، وروى عنه أبو عمر الزاهد وأبو جعفر الأصبهاني، إلا أنَّه كان بخيلاً شرِساً. على الرغم من انتمائه للمدرسة البغدادية في النحو، وهي التي تجمع بين آراء المذهب الكوفي والمذهب البصري، إلَّا أنَّه كان شديد المَيل للكوفيين حتى وصفته كتب التراجم أنَّه متعصبٌ للمذهب الكوفي. توفِّي أبو موسى الحامض ليلة الخميس من الثاني والعشرين من شهر ذي الحجة في سنة 305 هجري أثناء خلافة المقتدر.
مِمَّا يُروى عنه أنَّ أبا علي النقار قال: «دخل الكوفة أبو موسى، وسمعت منه كتاب الإدغام عن ثعلب عن سلمة عن الفراء، فقلتُ: أراك تلخص الجواب تلخيصا ليس في الكتب، قال: هذا ثمرة صحبة ثعلب أربعين سنة».

## مؤلفاته
- لهُ مختصر في النحو.
- «غريب الحديث».
- «خلق الإنسان والوحوش والنبات».